# Oodera madegassa
Oodera madegassa är en stekelart som beskrevs av Boucek 1958. Oodera madegassa ingår i släktet Oodera och familjen puppglanssteklar.
Artens utbredningsområde är Madagaskar. Inga underarter finns listade i Catalogue of Life.